# Museu de Portland (Dorset)

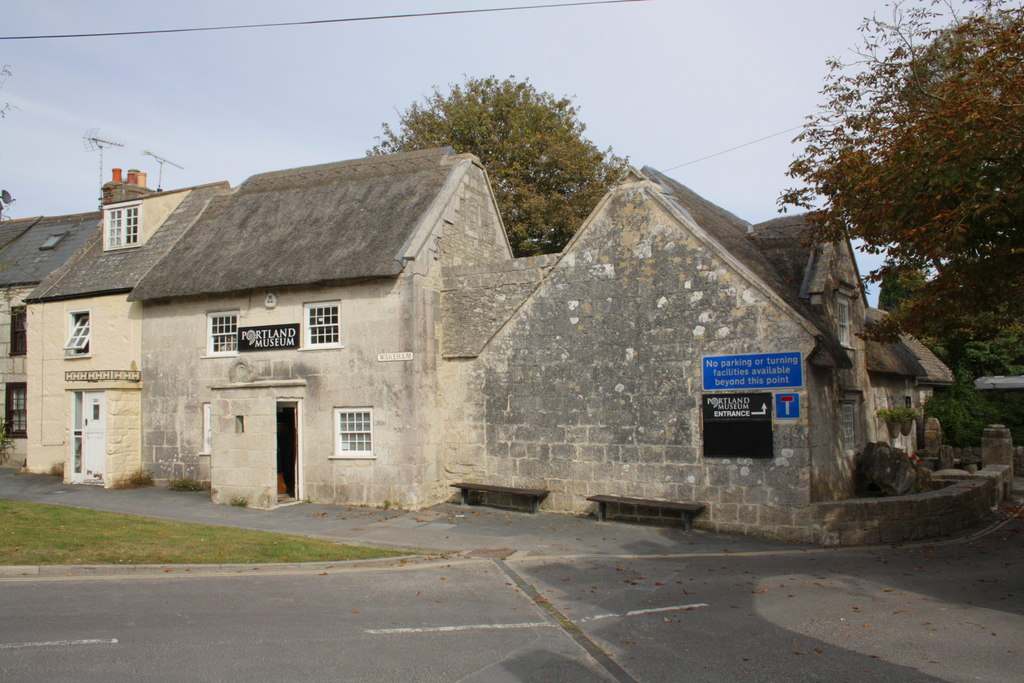
Museu de Portland.

O Museu de Portland é um museu na Ilha de Portland, em Dorset, no sul da Inglaterra. Ele é situado na extremidade sul do vilarejo de Wakeham. O museu está localizado em duas cabanas de palha do século XVII, as duas catalogadas como Grau II desde 1951. Uma das cabanas do museu, Avice's Cottage, é mostrada no romance de Thomas Hardy, The Well-Beloved, de 1897, como a casa de três gerações de "Avices" - as heroínas do romance.

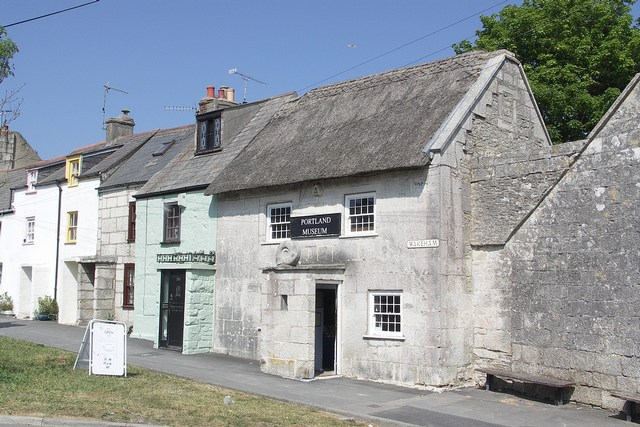
Chalé de Avice.

O Museu de Portland foi criado por Marie Stopes, que adquiriu os dois chalés do museu, então abandonados, em 1929. Ela então os cedeu para Portland como um museu que foi aberto em 1930. Stopes foi a primeira curadora honorária e continuou sua associação com o museu até seu falecimento em 1958.

## Características

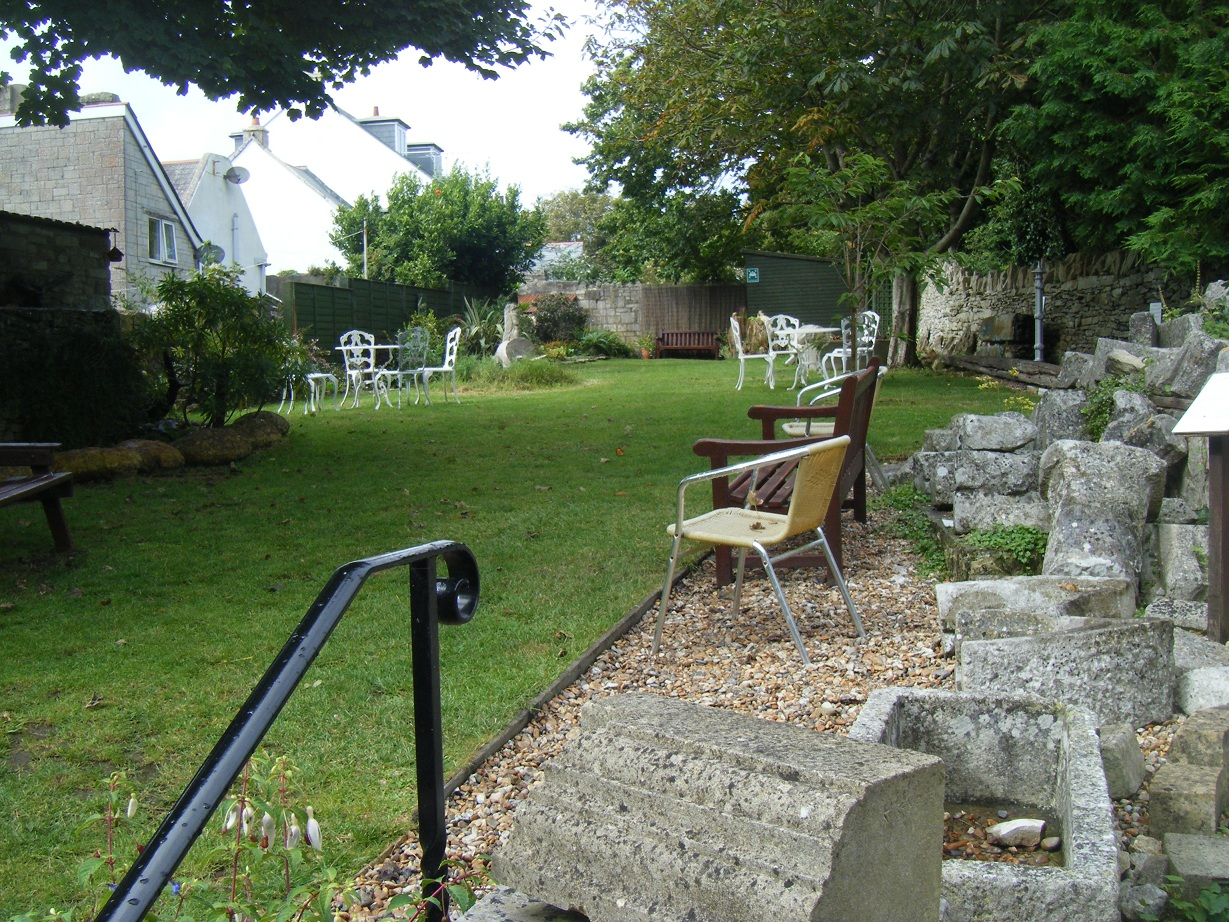
A área do jardim do Museu de Portland.

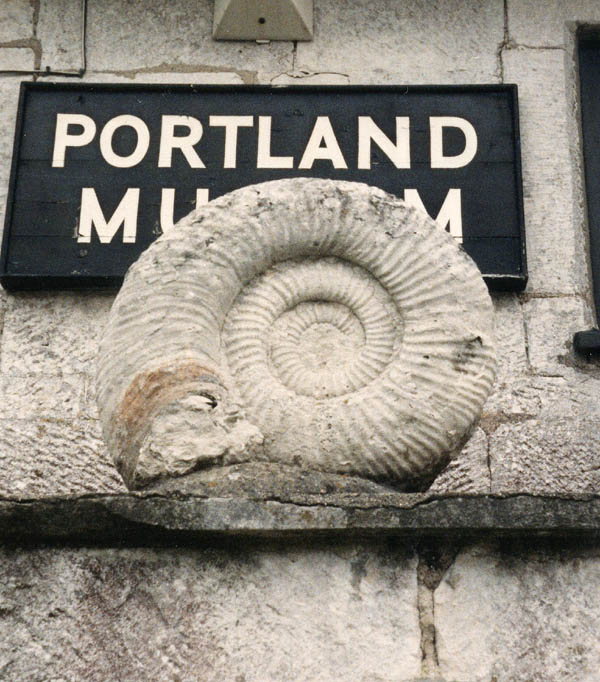
Uma grande amonita, com 0,6 metros (2 pés) de diâmetro, fora do Museu de Portland.

O museu tem quatro assuntos diferentes; a história da pedra de Portland, a costa do Jurássico, naufrágios na costa de Portland e pessoas famosas associadas à ilha. Também expõe exemplos da arqueologia da ilha desde a Idade da Pedra. O Marie Stopes Cottage exibe uma pequena exposição sobre Stopes e uma exposição de objetos ligados a Hardy. Uma "esquina vitoriana" exibe o vestido de noiva de uma garota local e peças que seriam achados em um salão vitoriano. O último piso da casa contém a Sala Marítima. O jardim tem um acervo de fósseis e artefatos locais, incluindo o invólucro de uma bomba da Segunda Guerra Mundial achada em Portland em 1995.
A direção do Museu de Portland foi passada do Weymouth e Portland Borough Council para o Portland Museum Trust recentemente formado em 1 de abril de 2008. O trust, uma instituição de caridade registrada, segue operando o museu. De 2009 até o presente, o museu continua a sofrer uma grande reforma, enquanto o grupo de apoiadores do Museu da Ilha de Portland também foi definido.